# Il Paese dei Balocchi
Il Paese dei Balocchi foi um grupo de rock progressivo italiano ativo nos anos 1970.

## História
Originário de Roma, o grupo se formou em 1971 e incluía dois ex-componentes do Under 2000, uma banda que havia realizado alguns singles em 1970. O seu único álbum, o qual saiu em 1972, pela CGD, é um típico trabalho de progressivo sinfônico com fortes influências clássicas e teclados em grande evidência, além de alguns arranjos orquestrais em estilo que foi retomado pelo Rovescio della Medaglia, em Contaminazione, e partes vocais curtas.
O disco contém duas longas suítes divididas em pequenos movimentos de títulos longos e complexos. O álbum é muito belo, e infelizmente acabou não ficando conhecido pela maioria.
Após o ingresso por um breve período de Franco Di Sabbatino, que depois passou ao Rovescio, como segundo tecladista, a banda se desfez, em torno de 1974, após gravar o demo para um segundo álbum nunca publicado.
Um outro grupo de mesmo nome realizou nos anos seguintes dois singles comerciais, mas não existe nenhuma ligação com o anterior.

## Formação
- Armando Paone (voz, teclados)
- Fabio Fabiani (guitarra)
- Marcello Martorelli (baixo)
- Sandro Laudadio (bateria, voz)

## Discografia

### LP
- 1972 - Il Paese dei Balocchi (CGD, FGL 5115)
- 2010 - Il Paese dei Balocchi BTF/Vinyl Magic (VM 125LP) reedição do LP

### CD
- 1993 - Il Paese dei Balocchi Mellow (MMP 167) reedição do LP

### Participação em antologias
- 2008 - Italian Prog bonus CD AMS/BTF (AMS CD 100) (com Note di vetro e L'amore innato)